# Trident Media Guard
Trident Media Guard (TMG) est une société française spécialisée dans le contrôle d'échange entre utilisateurs d'internet (P2P) et de la protection des droits d'auteur. Créée en 2002 par Alain Guislain (P.D.G.) et Bastien Casalta (Directeur technique, et principal développeur des brevets de la société.), elle est située au 4, rue de la Cornouaille, à Nantes.
Elle vise à « fournir un service aux grandes sociétés d'édition du disque et du cinéma pour stopper les téléchargements illégaux sur les réseaux peer-to-peer ». À sa création, elle a bénéficié des fonctions d'incubateur d'Atlanpole, et d'une souscription importante de la part du capital-risqueur rennais Ouest Venture. Thierry Lhermitte est entré au capital en juin 2009 et en est administrateur,.
Elle a été choisie, fin janvier 2010, par l'industrie de la musique et du cinéma pour relever les infractions au droit d'auteur sur Internet dans le cadre de la loi Hadopi,. Dans ce cadre, elle a pour mission de relever les adresses IP procédant à un téléchargement illicite, puis d'envoyer ces informations à la Haute Autorité.
Depuis le début du mois d'avril 2010, TMG a mis en ligne 6 serveurs chargés de recueillir des informations sur les échanges de données utilisant des protocoles peer-to-peer.
Aussi, elle travaille également avec d'autres sociétés (Canal Plus, LFP, France Télévisions), afin de lutter contre la retransmission en streaming de flux illégaux durant divers événements sportifs.
En 2010, Trident Media Guard & Thierry Lhermitte ont reçu conjointement le « prix Orwell Mention spéciale internet » lors des Big Brother Awards France annuels.
Le 13 mai 2011, Bluetouff, sur le site Reflets.info, révèle l'existence d'un serveur non protégé de la société qui laisse fuiter des données personnelles ainsi que des scripts de traitement de ces données. Cet incident lui vaudra un triple audit (CNIL, HADOPI et HSC, mandaté par les ayants droit) et une coupure de l'interconnexion servant à communiquer les adresses IP des téléchargeurs à l'HADOPI. Les conclusions de ces audits ne seront jamais rendues publiques, seules celles de Bluetouff le seront après qu'il aura présenté ses conclusions à la commission de protection des droits de l'HADOPI.